# Allotria Jazzband
Die Allotria Jazzband ist eine Combo, die 1969 in München gegründet wurde und dem traditionellen Jazz verpflichtet ist.

## Geschichte
Die auf Wunsch des Wirtes Hermann Kügler von Gerhard Vohwinkel (zunächst als Allotria Stompers) gegründete Formation trat von Anfang an als Hausband in der Münchner Jazzgaststätte Allotria in der Münchner Maxvorstadt auf; bis Mitte der 1980er Jahre war das Schwabinger Podium der wöchentliche Auftrittsort. Bereits im Frühjahr 1970 trat das Oktett im Hauptkonzert des Jazzfestivals Burghausen auf; im selben Jahr erhielt sie den ersten Preis beim Festival in Dinslaken. Bald darauf erhielt die Gruppe einen Schallplattenvertrag bei Ariola, später Bellaphon; 1972 hatte die Formation einen Gastauftritt in Folge 48 Toter gesucht der TV-Krimiserie Der Kommissar; Seit 1983 veröffentlichte sie ihren Alben bei Turicaphon auf dem Label Elite Special.
Daneben gab die Band jährlich ein Neujahrskonzert im Staatstheater am Gärtnerplatz, später im Künstlerhaus am Lenbachplatz. Ihre Tourneen führten die Musiker durch ganz Europa und seit 1981 auch durch Nordamerika.

## Stil
Die Frontline mit 4 Bläsern (dabei zwei Trompeten) hebt sich deutlich von den meisten heutigen Bands des traditionellen Jazz ab. Zunächst dem Dixieland Jazz verpflichtet hat sich das Repertoire der Band seit den 1990er Jahren erweitert; sie interpretiert ebenso Ragtime, Swing, Boogie Woogie oder Blues. Die Band, die sich von einer Studentenband zu einer Formation professioneller Musiker entwickelte, gab auch Konzerte mit Stargästen wie Trummy Young, Peanuts Hucko, Bud Freeman, Dick Cary, Billy Butterfield, Wild Bill Davison, Harold Ashby, Ralph Sutton, Warren Vaché und Scott Hamilton. Mit dem Quartett Swing Wing gibt es eine Band in der Band.

## Diskografie
- My Very Good Friends (Viva 1970)
- Live (Ariola 1972)
- Viel Allotria um Classique (Ariola 1975)
- Allotria Party (Ariola)
- Jahrgang 1977 (Bellaphon 1977)
- Live (Bellaphon 1978)
- Jubilee (Bellaphon 1980)
- Flat Foot (Elite Special 1983)
- Made in Germany (Elite Special 1985)
- All that Jazz (Elite Special 1983)
- 69-89 Good Times (Elite Special 1989)
- Swing that Music (Elite Special 1992)
- Cleared for Take-off (Elite Special 1994)
- Live (Elite Special 1996)
- Once upon a Time (Elite Special 1999)
- In Concert (Elite Special 2002)
- Jazz Classics (Elite Special 2006)
- 40 Jahre Allotria Jazzband (Elite Special 2010)
- All In (Elite Special 2014)
- All the Cats Join In (Elite Special 2019)

## Lexikalischer Eintrag
- Jürgen Wölfer: Jazz in Deutschland. Das Lexikon. Alle Musiker und Plattenfirmen von 1920 bis heute. Hannibal, Höfen 2008, ISBN 978-3-85445-274-4.